# Saracens
Saracens és un club de rugbi a 15 anglès, que participa a l'Aviva Premiership. És un dels clubs més antics del país. Incorporat actualment a Saracens Ltd, l'any 1876 es fundà el club com a Saracens Football Club.